# Schiedea implexa
Schiedea implexa är en nejlikväxtart som först beskrevs av Wilhelm B. Hillebrand och som fick sitt nu gällande namn av Earl Edward Sherff.
Schiedea implexa ingår i släktet Schiedea och familjen nejlikväxter. Inga underarter finns listade i Catalogue of Life.